# Bouhatem
Bouhatem là một đô thị thuộc tỉnh Mila, Algérie. Dân số thời điểm năm 2002 là 19.193 người.